# Une fille à croquer (téléfilm)
Pour les articles homonymes, voir Une fille à croquer.
Pour plus de détails, voir Fiche technique et Distribution.
Une fille à croquer (Baby Cakes) est un téléfilm américain de Paul Schneider diffusé le 14 février 1989 sur NBC.  Rediffusé sporadiquement sur Lifetime et Lifetime Movie Network.
En France, ce téléfilm a été diffusé 14 fois entre le 23 juillet 1992 et le 3 septembre 2007 sur M6.

## Synopsis
Grace est une jeune femme ronde et relativement seule. Elle travaille dans une morgue où elle maquille les morts et pianote sur l'orgue. Sa vie se partage entre sa meilleure amie et collègue Keri, hypocondriaque et angoissée, et son père récemment remarié. Sa mère est décédée tragiquement quand elle était enfant. Ce train-train ne convient plus à Grace, et lorsqu'elle aperçoit un jour à la patinoire un bel inconnu, Rob Harrison, elle décide alors que sa vie doit changer. Elle met alors tout en œuvre pour que ce bel homme devienne le sien, même si apparemment tout les sépare.

## Origines
Le scénario est signé par Percy Adlon (Bagdad Café).
En fait ce téléfilm est le remake du film allemand "Zuckerbaby" réalisé par Percy Adlon en 1985. Cependant la version américaine est plus édulcorée et la fin est moins sombre que la version allemande.

## Distribution
- Ricki Lake (VF : Dominique Chauby) : Grace
- Craig Sheffer (VF : Vincent Ropion) : Rob Harrison
- Nada Despotovich (VF : Stéphanie Murat) : Keri
- John Karlen (VF : Serge Bourrier) : Al
- Betty Buckley (VF : Colette Venhard) : Wanda
- Cynthia Dale (VF : Virginie Ledieu) : Olivia

Doublage : Euro Inter Films Paris